# Rita Renoir
Pour les articles homonymes, voir Bride et Renoir.
Rita Renoir, née Monique Bride-Etivant le 16 janvier 1934 à Paris et morte dans la même ville le 4 mai 2016, est une comédienne française. Vedette du Crazy Horse Saloon, elle est, dans les années 1950-1960, l'une des plus célèbres strip-teaseuses françaises.

## Biographie
Rita Renoir, née Monique Raymonde Ghislaine Bride-Etivant, grandit dans le 15e arrondissement de Paris où ses parents Albert Louis Bride-Etivant et Marguerite Léonie Coste sont établis.
Ils lui offrent, à l'âge de treize ans, des cours de peinture rue Duperrée à Pigalle et elle suivra plus tard des cours de danse classique au Studio Wacker de la place Clichy. 
Elle se marie le 20 janvier 1965 à la mairie du 16e arrondissement de Paris avec l'acteur Jacques Seiler. Le couple, qui n'aura pas d'enfant, divorce en 1978 .
C´est son prénom de scène que choisissent Catherine Ringer et Fred Chichin pour nommer leur groupe : les Rita Mitsouko,.

## Carrière professionnelle
Surnommée dans les années 1950 la « tragédienne du strip-tease », elle commence sa carrière au Crazy Horse Saloon sous le nom de Rita Mayfern, qu'elle abandonne vite pour Rita Renoir, en hommage au peintre Auguste Renoir,.
Elle renonce au strip-tease, en opposition à la vision esthétique de la féminité du fondateur du Crazy Horse Saloon, Alain Bernardin, et se dirige vers le théâtre experimental dont elle devient une icône.
Comédienne, elle interprète des textes de René de Obaldia, d'Euripide ou encore de Pierre Bourgeade. Elle joue dans la pièce d'Obaldia Du vent dans les branches de sassafras, « une sorte de western plein de fantaisie », avec Michel Simon, donnée au Théâtre Gramont sous la direction de René Dupuy.
En 1954, elle est le modèle du magazine Paris Cocktails et Paradise n° 26.
Au cinéma, elle joue dans Dragées au poivre (1963) et elle est la partenaire de Monica Vitti dans Le Désert rouge de Michelangelo Antonioni.
Sur scène, elle joue en 1963 L'Orestie d'Euripide au Théâtre Récamier dans une mise en scène de Gérard Vergés et la même année Les Amours de Médée de Corneille au Festival de Barentin dans une mise en scène de Jean Serge. En 1964, elle participe aux happenings de l'American Center de la place de l'Odéon.
En 1967, on la retrouve dans Le Désir attrapé par la queue de Pablo Picasso, au festival de la Libre expression à Saint-Tropez, dont la représentation fera scandale.
En 1968, elle travaille également comme chorégraphe sur Le Pacha, un film de Georges Lautner.
En 1972, Rita Renoir crée, réalise et interprète Le Diable, une pièce de théâtre érotique qui relève du strip‐tease, du happening, de la pantomime porno‐mystique, avec la participation de son compagnon et collaborateur Jean‐Pierre George qui en assure également la régie pour le son et la lumière. La pièce est présentée et mise en scène au Théâtre de Plaisance, à Paris. Elle jouera cette piece plus de 500 fois au cours de plusieurs années.
En avril 1973, à l’occasion de la 300ème, Rita Renoir livre une interview au magazine Lui.
Elle contribue à la chorégraphie de Lux in tenebris de Bertolt Brecht par Pierre‐Étienne Heymann en 1977.
En 1981, elle participe au film de Delphine Seyrig, Sois belle et tais-toi. Rita Renoir raconte de manière dépouillée, face caméra, son expérience cinématographique.

## Mort
Rita Renoir meurt le 4 mai 2016,à l'âge de 82 ans, au 23 rue Joseph-de-Maistre, Paris 18e. Elle est inhumée au cimetière de Caucade de Nice le 25 mai 2016.

## Filmographie
- 1953 : Les Compagnes de la nuit de Ralph Habib : une fille
- 1958 : Le Sicilien de Pierre Chevalier : Mme Bonbon
- 1961 : Tous les plaisirs du monde (Il mondo di notte numero 2) de Gianni Proia : une strip-teaseuse
- 1962 : Commandant X - épisode : Le dossier Morel de Jean-Paul Carrère (série TV) : l'épicière
- 1963 : Monde de nuit (Il mondo di notte numero 3) de Gianni Proia : une strip-teaseuse
- 1963 : Dragées au poivre de Jacques Baratier : l'ethnologue
- 1964 : Ni figue ni raisin de Pierre Koralnik, Jacques Rozier, Serge Leroy (série TV)
- 1964 : Le Désert rouge (Il deserto rosso) de Michelangelo Antonioni : Emilia
- 1966 : Chappaqua de Conrad Rooks
- 1967 : Fantomas contre Scotland Yard d'André Hunebelle : la vedette qui descend d'avion
- 1967 : Le Désir attrapé par la queue de Jean-Jacques Lebel : La Tarte
- 1970 : Cannabis de Pierre Koralnik : Rita, la droguée
- 1975 : Le Futur aux trousses de Dolorès Grassian : la secrétaire de Sermeuze
- 1981 : Sois belle et tais-toi de Delphine Seyrig : elle-même
- 1982 : L'Ange de Patrick Bokanowski : la femme nue
- 1984 : Lire c'est vivre : Élie Faure, Vélasquez et les Ménines de Philipe Bordier (TV) : la lectrice de cour

## Théâtre
- 1965 : Du vent dans les branches de sassafras[21] de René de Obaldia, mise en scène de René Dupuy, première parisienne le 17 février 1965 : Miriam, dite « Petite-Coup-Sûr », putain au grand cœur[22]. Michel Simon remonte sur scène cette année-là pour cette pièce[23].
- 1967 : Le Désir attrapé par la queue de Pablo Picasso, festival de la Libre expression, Saint-Tropez (rôle en alternance avec Bernadette Lafont)[24]
- 1967 : Les Immortelles de Pierre Bourgeade, mise en scène de Pierre Étienne Heymann à la Biennale de Paris, Studio des Champs Elysées et au théâtre de Poche à Bruxelles[25].

Rita Renoir devient l’icône des marginaux et du théâtre expérimental, en interprétant les huit tableaux (les Ombres, Béatrice ou les jambes, le Succube, la Kleptomane, la Suicidée, la Fidèle, la Jalouse, la Voyageuse) extraits des Immortelles de Pierre Bourgeade 
par Pierre-Étienne Heymann
- 1968 : La Poupée de Jacques Audiberti, mise en scène de Bernard Ballet et Marcel Maréchal, Théâtre du Huitième, Lyon[26]
- 1972[27] Et moi qui dirai tout suivi de Le Diable[11], pièces conçues et réalisées par Rita Renoir et Jean-Pierre George, Théâtre de Plaisance, Paris